# 石津政雄
石津 政雄（いしづ まさお、1947年3月10日 - ）は、日本の元政治家。
大洋村長（4期）、衆議院議員（1期）、総務大臣政務官（野田第3次改造内閣）などを歴任した。

## 経歴
茨城県鹿島郡（現在の鉾田市）生まれ。茨城県立鉾田第一高等学校卒業、日本大学大学院博士課程満期退学。
1974年4月から東京大学教養学部助手（体育学）を務める（1983年5月まで）。
1988年9月、大洋村長選挙に出馬し、初当選。以後、4期16年間務めた。また、ローカルマニフェスト推進ネットワーク茨城代表幹事も務める。
村長就任当初より、大学や研究機関との共同研究を立ち上げ、スポーツ予防医学を駆使した村民の健康づくりを推進。介護予防運動の草分け的存在として全国自治体のモデルとなる。2003年には、産学官連携分野で規模と栄誉の大きい産学官連携功労者表彰科学技術政策担当大臣賞（寝たきり予防と医療費削減を可能とした地域の健康づくりシステムの開発）を受賞。
その後日本大学大学院講師、東京医科大学客員講師、社会福祉法人理事などを経て、2007年7月29日の第21回参議院議員通常選挙に茨城県選挙区から無所属で出馬するが、次点で落選。
2009年8月30日の第45回衆議院議員総選挙に民主党公認・国民新党推薦で茨城2区から出馬。自由民主党で元財務大臣の額賀福志郎を僅差で破り、初当選した。2011年、同期の議員とともに党内グループ礎会を結成し、会長に就任した。
2012年10月2日、野田第3次改造内閣で総務大臣政務官に就任。
同年12月16日の第46回衆議院議員総選挙で前回下した額賀に敗れ、比例復活もならず落選。2014年の第47回衆議院議員総選挙では出馬を断念。
2016年、民進党茨城県連常任幹事に就任
2017年の第48回衆議院議員総選挙では希望の党公認で茨城2区から出馬するも、落選。

## 著書
- 『年を取ってもグングン体が丈夫になる法』（講談社）
- 『大腰筋3分間体操 ― 体力年齢が10歳若返る!』（講談社）